# Filtro a densità neutra

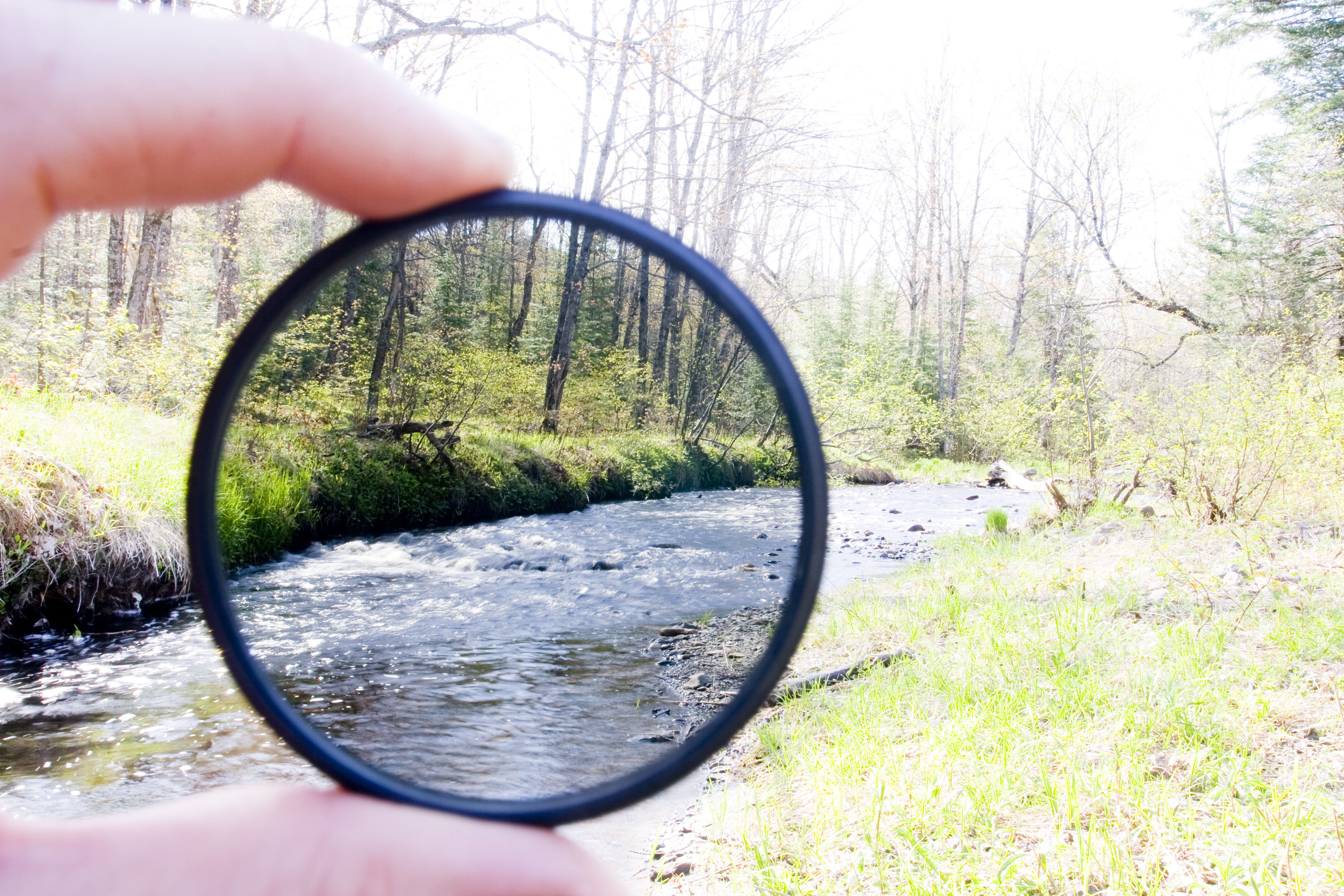
Esempio di filtro a densità neutra a vite

Un filtro a densità neutra o filtro ND (dall'inglese Neutral Density), in fotografia e, più in generale, in ottica, è un filtro di colore grigio che riduce l'intensità della luce in maniera uniforme su tutte le lunghezze d'onda.

## Descrizione
In fotografia, un filtro a densità neutra è utilizzato per diminuire l'intensità della luce che giunge all'interno dell'obiettivo fotografico al fine di alterare i rapporti di combinazioni di apertura del diaframma e tempi di esposizione necessari ad ottenere una corretta esposizione. Questa alterazione è ricercata per ottenere una maggiore libertà creativa nell'interpretazione del soggetto perché fornisce la possibilità di utilizzare diaframmi più aperti o tempi più lunghi di quanto altrimenti consentito. Per raggiungere questo scopo, un filtro a densità neutra è costituito da materiale trasparente più o meno oscurato a seconda della quantità di filtraggio che fornisce. I materiali utilizzati per la costruzione devono filtrare in maniera uniforme tutte le componenti della luce altrimenti la fotografia finale sarà alterata da un colorito non presente nella realtà e che in gergo prende il nome di "dominante".

## Tipologie
Esistono due tipologie di filtri a densità neutra:
- Filtri a vite: sono rotondi e sono incastonati all'interno di una ghiera filettata per poterli avvitare sopra all'obiettivo.
  - Vantaggi: piccoli e facili da trasportare, robusti con ottima resistenza alla torsione e alla flessione.
  - Svantaggi: è necessario un filtro per ogni diametro di obiettivo a meno di non utilizzare particolari anelli adattatori.
- Filtri a lastra: sono rettangolari o quadrati e sono da tenere davanti all'obiettivo manualmente o con dei sistemi appositamente studiati e chiamati porta-filtri.
  - Vantaggi: adattabili ad ogni obiettivo indipendentemente dal diametro, veloci perché non devono essere avvitati e svitati.
  - Svantaggi: mediamente più costosi dei filtri a vite in quanto le loro dimensioni sono sensibilmente maggiori con conseguenti costi di produzione più alti.

I filtri a vite a loro volta si suddividono in:
- Filtri a densità costante: sono la tipologia più diffusa, hanno una densità non variabile e quindi un effetto con intensità fissa.
  - Vantaggi: potenziale ottima resa finale, spessore basso con scarso rischio di vignettatura.
  - Svantaggi: necessità di un filtro per ogni intensità.
- Filtri a densità variabile: sono meno diffusi, permettono di ottenere un effetto di filtraggio con intensità variabile sfruttando l'effetto di due lenti polarizzate linearmente e sovrapposte che ruotano una rispetto all'altra che variano la quantità di luce che giunge all'obiettivo.
  - Vantaggi: praticità in quanto si hanno più sfumature di intensità in un solo filtro, costi relativamente bassi.
  - Svantaggi: spessore medio-alto con moderato rischio di vignettatura, qualità finale inferiore ai filtri a densità costante.

## Classificazione
Un filtro a densità neutra è caratterizzato principalmente dalla sua intensità, in gergo detta densità ottica, e, dal punto di vista matematico, definita come:
{\displaystyle D=-\log _{10}{\frac {I}{I_{0}}}=-\log _{10}T}
dove:
- I0 è l'intensità della luce prima del filtro (nel soggetto inquadrato);
- I è l'intensità della luce dopo il filtro (quella che entra nell'obiettivo);
- T è la trasmittanza.

A livello commerciale è comunque possibile trovare l'intensità di questi filtri espressa anche secondo altre unità di misura.
Nella tabella seguente vengono presentate varie intensità di filtri a densità neutra associate alle unità di misura più utilizzate:
| ND1[1] | ND.[1] | ND[1]                          | Area di apertura della lente | Densità ottica | Riduzione f-stop | T% trasmittanza percentuale | T Trasmittanza frazionaria |
| -      | ND 0.0 | ND0                            | 1                            | 0.0            | 0                | 100%                        | 1                          |
| ND 101 | ND 0.3 | ND2                            | 1/2                          | 0.3            | 1                | 50%                         | 0.5                        |
| ND 102 | ND 0.6 | ND4                            | 1/4                          | 0.6            | 2                | 25%                         | 0.25                       |
| ND 103 | ND 0.9 | ND8                            | 1/8                          | 0.9            | 3                | 12.5%                       | 0.125                      |
| ND 104 | ND 1.2 | ND16                           | 1/16                         | 1.2            | 4                | 6.25%                       | 0.0625                     |
| ND 105 | ND 1.5 | ND32                           | 1/32                         | 1.5            | 5                | 3.125%                      | 0.03125                    |
| ND 106 | ND 1.8 | ND64                           | 1/64                         | 1.8            | 6                | 1.563%                      | 0.015625                   |
| -      | ND 2.0 | ND100                          | 1/100                        | 2.0            | 6 2/3            | 1%                          | 0.01                       |
| ND 107 | ND 2.1 | ND128                          | 1/128                        | 2.1            | 7                | 0.781%                      | 0.0078125                  |
| ND 108 | ND 2.4 | ND256                          | 1/256                        | 2.4            | 8                | 0.391%                      | 0.00390625                 |
| -      | ND 2.6 | ND400                          | 1/400                        | 2.6            | 8 2/3            | 0.25%                       | 0.0025                     |
| ND 109 | ND 2.7 | ND512                          | 1/512                        | 2.7            | 9                | 0.195%                      | 0.001953125                |
| ND 110 | ND 3.0 | ND1024 (chiamato anche ND1000) | 1/1024                       | 3.0            | 10               | 0.098%                      | 0.0009765625               |
| ND 111 | ND 3.3 | ND2048                         | 1/2048                       | 3.3            | 11               | 0.049%                      | 0.00048828125              |
| ND 112 | ND 3.6 | ND4096                         | 1/4096                       | 3.6            | 12               | 0.024%                      | 0.000244140625             |
| -      | ND 3.8 | ND6310                         | 1/6310                       | 3.8            | 12 2/3           | 0.016%                      | 0.000158489319246          |
| ND 113 | ND 3.9 | ND8192                         | 1/8192                       | 3.9            | 13               | 0.012%                      | 0.0001220703125            |
| -      | ND 4.0 | ND10000                        | 1/10000                      | 4.0            | 13 1/3           | 0.01%                       | 0.0001                     |
| -      | ND 5.0 | ND100000                       | 1/100000                     | 5.0            | 16 2/3           | 0.001%                      | 0.00001                    |
I filtri a densità neutra più comunemente commerciati sono gli ND2, ND4, ND8, ND16, ND32, ND64, ND128 e gli ND1024. Gli ND1024 vengono spesso commerciati con il nome ND1000.

Il valore minimo del filtro per fotografia solare per essere sicuri di non danneggiare il sensore è il ND 3.8, mentre quello minimo per osservazione solare è il ND 5.0 Danni da osservazione solare

## Esempio di utilizzo
Per meglio capire l'utilizzo di un filtro a densità neutra procediamo con un esempio e consideriamo il fatto di fotografare una scena il cui valore di esposizione, a 100 ISO, è pari a 10 EV.
Secondo le regole di corretta esposizione, se volessimo effettuare un buono scatto, dovremmo utilizzare delle coppie aperture-tempi, tra quelle mostrate nella seguente tabella:
| Tempo [s] | Apertura [f/] |
| --------- | ------------- |
| 4         | 64            |
| 2         | 45            |
| 1         | 32            |
| 1/2       | 22            |
| 1/4       | 16            |
| 1/8       | 11            |
| 1/15      | 8             |
| 1/30      | 5.6           |
| 1/60      | 4             |
| 1/120     | 2.8           |
| 1/250     | 2             |
| 1/500     | 1.4           |
| 1/1000    | 1             |

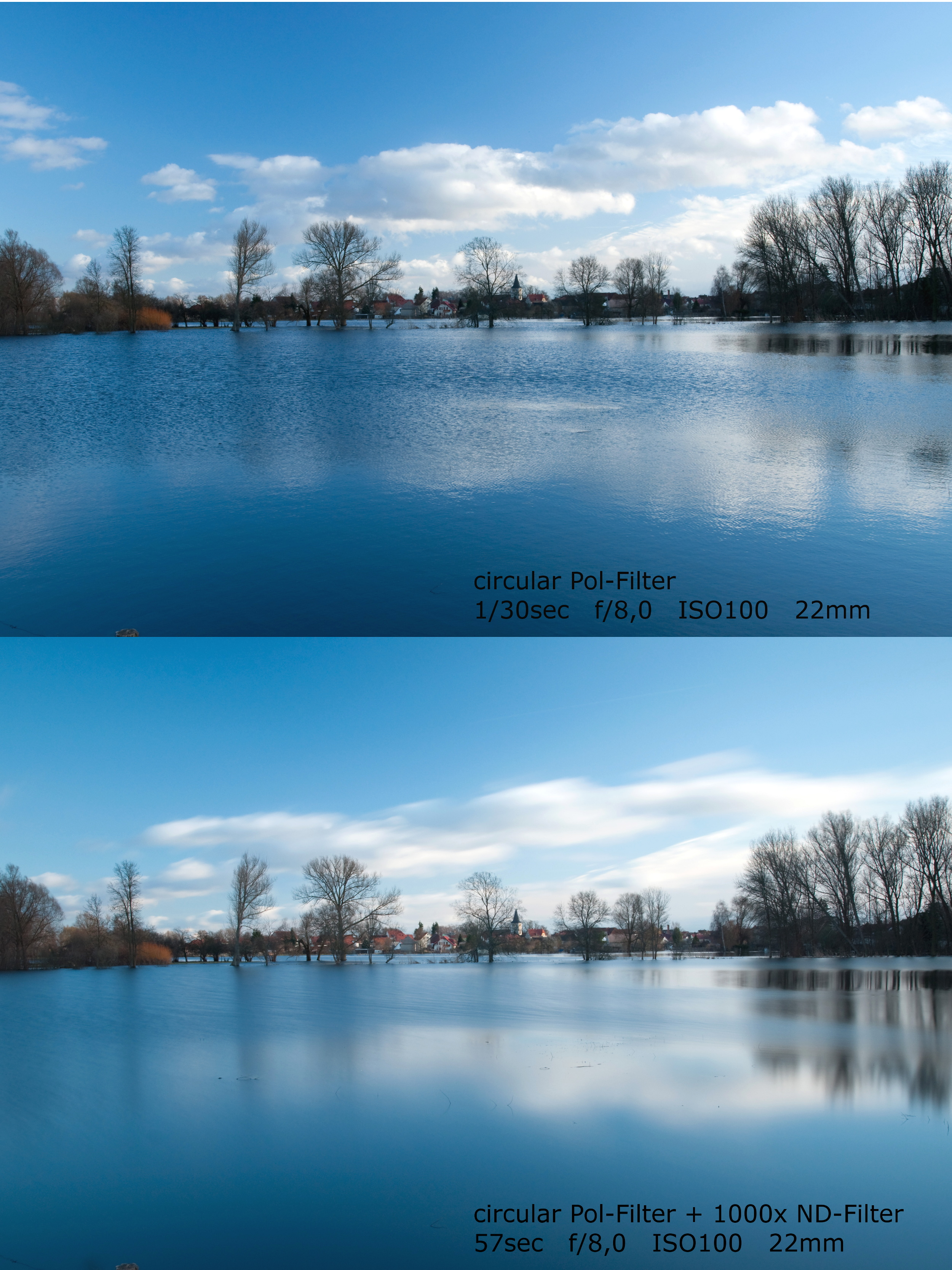
Esempio di fotografia con e senza filtro a densità neutra ND10. Notare la differenza sulle nuvole e sul pelo dell'acqua.

Se volessimo utilizzare delle altre coppie di valori dovremmo intervenire o aumentando gli ISO o utilizzando un filtro a densità neutra. Mentre l'aumento dei valori ISO ci permetterebbe di velocizzare i tempi di scatto (a parità di diaframma utilizzato) o di chiudere i diaframmi (a parità di tempi di scatto), al contrario, un filtro a densità neutra ci permetterebbe di rallentare i tempi di scatto (a parità di diaframma utilizzato) o di aprire i diaframmi (a parità di tempi di scatto).
Possiamo in sintesi dire che: l'aumento degli ISO tende a tempi veloci che congelano gli istanti fotografici o a diaframmi che aumentano la profondità di campo mentre, l'utilizzo dei filtri a densità neutra tende a tempi lenti che creano effetti di mosso o a diaframmi che diminuiscono la profondità di campo.
Considerando come riferimento un soggetto da 10 EV e impostazioni di scatto iniziali pari ad 1/4 di secondo e f/16 si può dire che:
A.Utilizzando un filtro ND2 che equivale a 1 f-stop:
- A parità di esposizione e apertura di diaframma, si passerebbe a scattare con tempi di 1/2 secondo.
- A parità di esposizione e tempi di scatto, si passerebbe a scattare con un diaframma pari a f/11.

B.Utilizzando un filtro ND4 che equivale a 2 f-stop:
- A parità di esposizione e apertura di diaframma, si passerebbe a scattare con tempi di 1 secondo.
- A parità di esposizione e tempi di scatto, si passerebbe a scattare con un diaframma pari a f/8.

C.Utilizzando un filtro ND8 che equivale a 3 f-stop:
- A parità di esposizione e apertura di diaframma, si passerebbe a scattare con tempi di 2 secondi.
- A parità di esposizione e tempi di scatto, si passerebbe a scattare con un diaframma pari a f/5.6.

D.Utilizzando un filtro ND1024 che equivale a 10 f-stop:
- A parità di esposizione e apertura di diaframma, si passerebbe a scattare con tempi di 256 secondi ossia superiori ai 4 minuti (posa b).
- A parità di esposizione e tempi di scatto, si passerebbe a scattare con un diaframma inferiore agli f/1 (difficilmente attuabile in pratica).

## Effetti

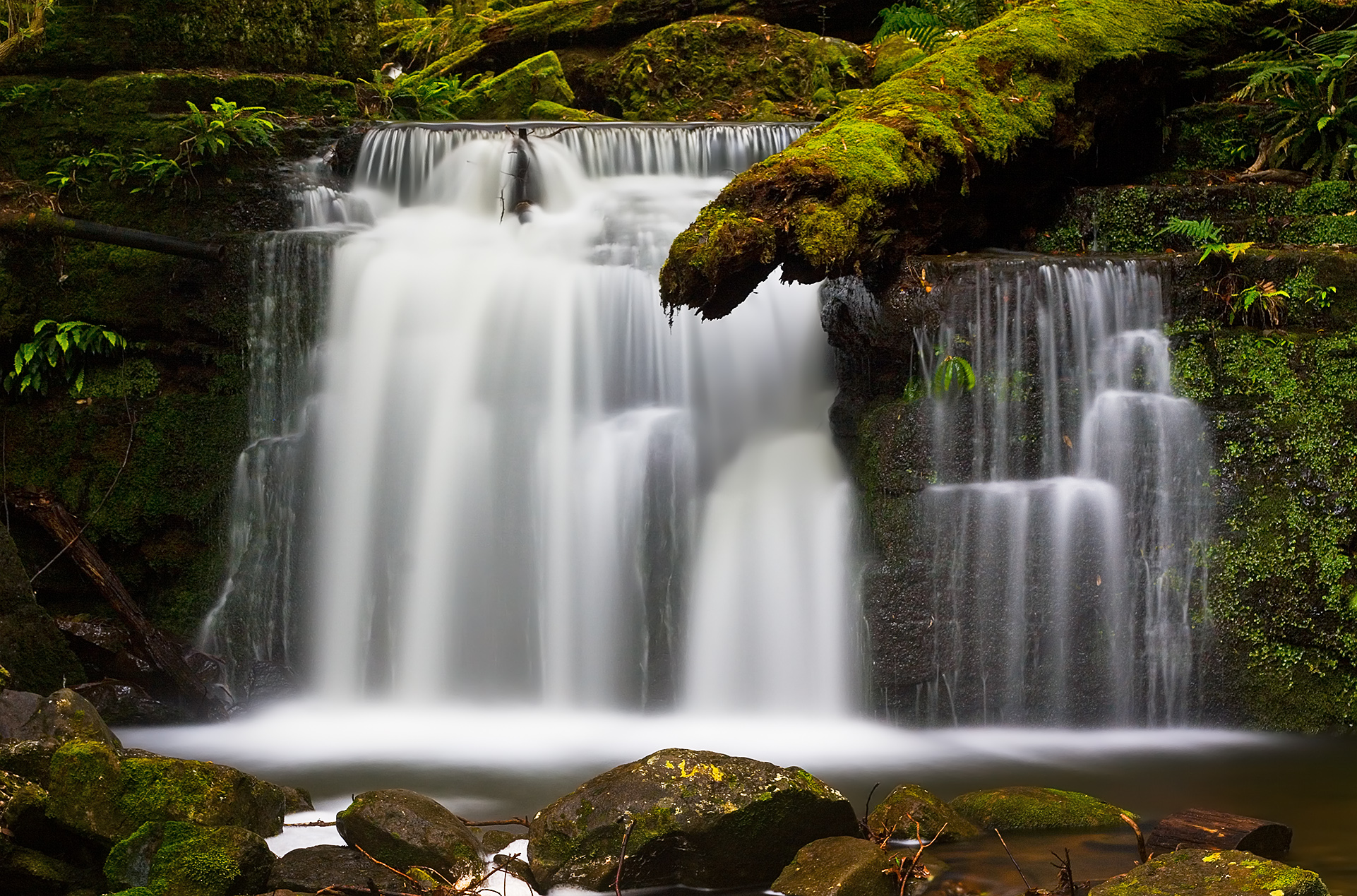
Cascata con effetto setoso. Ripresa con esposizione lunga diurna grazie a filtro a densità neutra.

Un filtro a densità neutra può essere utilizzato per:
- Aumentare i tempi di scatto ed ottenere effetti di mosso creativo o di dinamismo (es. sagome di persone, nuvole sfumate, scie mezzi trasporto) pur tenendo fisse esposizione ed aperture.
- Aumentare i tempi di scatto per ottenere effetti "setosi" per l'acqua in movimento (es. cascate, fiumi, mari, ecc.) pur tenendo fisse esposizione ed aperture.
- Aumentare i tempi di scatto per non permettere a soggetti in movimento di rimanere impressionati nella fotografia (es. non far risultare i passanti in una piazza) pur tenendo fisse esposizione ed aperture (sono necessari dei tempi di esposizione molto lunghi e dei soggetti che non restino fermi neppure per pochi secondi altrimenti resteranno visibili le loro sagome come se fossero dei fantasmi).
- Aumentare i tempi di scatto a parecchi minuti per creare delle scie luminose con il movimento apparente delle stelle della volta celeste pur tenendo fisse esposizione ed aperture (spesso per questa tipologia di fotografia si uniscono molti scatti lunghi in programmi appositi).
- Aprire i diaframmi per diminuire la profondità di campo pur tenendo fisse esposizione e tempi di scatto; funzione utile, ad esempio, nel caso di bilanciamento di luce flash con luce diurna, dove il tempo di scatto limitato dal sincro flash costringe, in assenza di filtro, a chiudere i diaframmi e ad avere una elevata profondità di campo.
- Diminuire sensibilmente la luminosità di un soggetto per poterlo osservare direttamente dal mirino della fotocamera.
- Per le macchine a pellicola che hanno degli ISO preimpostati, i filtri a densità neutra possono essere utilizzati per non cambiare le impostazioni della macchina e la pellicola quando ci si sposta continuamente da ambienti con luminosità differenti quali luoghi al chiuso e all'aperto: al chiuso si toglie il filtro, all'aperto lo si rimonta.

## Problematiche

### Produzione
La creazione di un filtro a densità neutra è tecnicamente molto difficoltosa e pertanto il suo comportamento ideale di filtro costante è solo approssimato. Ogni filtro a densità neutra introduce nella luce che lo attraversa una "personalizzazione" non uniforme e questo, per chi lo utilizza, si traduce in un'alterazione della resa finale. A seconda dello scopo per cui è stato progettato e a seconda del suo costo, si avranno comportamenti più o meno precisi sulle diverse frequenze dello spettro luminoso. I filtri a densità neutra progettati per la fotografia, ad esempio, sono specializzati per lavorare sulle frequenze luminose che appartengono allo spettro visibile (perché la fotografia è un prodotto della luce visibile) e in questo modo il prodotto finale è influenzato da meno "dominanti" di colore possibili. Il fenomeno delle dominanti è comunque più presente per filtri a densità neutra molto intensi o per pose molto lunghe. Generalmente, a filtri a densità neutra più costosi corrispondono dominanti di colore minori che degradano fino ad apparire praticamente nulle.

### Utilizzo
- L'utilizzo di filtri a densità neutra particolarmente intensi, fintanto che restano montati, possono mettere in seria difficoltà il funzionamento dell'esposimetro e della messa a fuoco automatica della macchina fotografica che potrebbero anche smettere di funzionare correttamente. L'inconveniente è causato dalla limitata luce che giunge ai sensori della macchina che si rivela insufficiente ad attuare gli algoritmi di messa a fuoco automatica e di valutazione luminosità. In generale, in condizioni di comune luce diurna, una simile situazione si verifica con l'utilizzo di filtri con densità superiore a quella degli ND 128.

Per ovviare al problema si può:
1. Prima di montare il filtro, focheggiare in automatico sul soggetto e poi, una volta trovato il giusto punto di fuoco, impostare il blocco della messa a fuoco o l'impostazione di messa a fuoco manuale.
2. Prima di montare il filtro, rilevare in una delle modalità automatiche (priorità diaframmi o priorità tempi) una coppia esposizione-tempo di scatto comoda. Dopo aver trovato le impostazioni comode si può impostare la macchina fotografica in modalità manuale. settare i valori di diaframmi e tempi precedentemente trovati, rimontare il filtro e poi compensarli a seconda dei valori del filtro (aumentare tempi o aprire diaframmi.).

## Varie
- Sovrapponendo due filtri a densità neutra se ne ottiene un terzo più intenso. Per ottenere in maniera rapida l'intensità del nuovo filtro è sufficiente sommare i valori di f-stop dei filtri sovrapposti e poi, eventualmente, ricavare tabellarmente le altre unità di misura.